# Сентенніал-Парк (Торонто)
Сентенніал-Парк — це великий муніципальний парк із численними спортивними спорудами, який утримується Відділом парків, лісового господарства та відпочинку міста Торонто, Онтаріо, Канада.

## Історія
Парк був відкритий у 1967 році до 100-річчя Канади у тодішньому окрузі Етобіко і був частиною молочної ферми Гайронів (решту ферми було продано під житлову забудову в 1968 році).
У 1976 році парк був одним із двох місць проведення літніх Паралімпійських ігор 1976 року .
У 1998 році, коли шість муніципалітетів, що входять до складу столичного Торонто, були об’єднані, парк був переданий до Управління парків і рекреації м. Торонто з колишнього Департаменту парків міста Етобіко. Подібну назву має невеликий міський парк у східній частині Торонто, на Centennial Road, Scarborough, який також був успадкований у результаті об’єднання.
У 2015 році парк прийняв велогонки BMX на Панамериканських іграх 2015 року. Після Ігор траса BMX перейшла у загальне користування.
У листопаді 2022 року міська влада Торонто оголосила про закриття катання на лижах і сноубордах у парку, посилаючись на зниження кількості відвідувачів через пандемію COVID-19 і проблеми зі справністю підйомників. Зменшення снігового покриву в зимові місяці також могло слугувати причиною подібного рішення, але місто не згадувало про це прямо. Таким чином Ерл-Бейлз-Парк залишається єдиним місцем катання на лижах і сноубордах у місті Торонто.

## Особливості

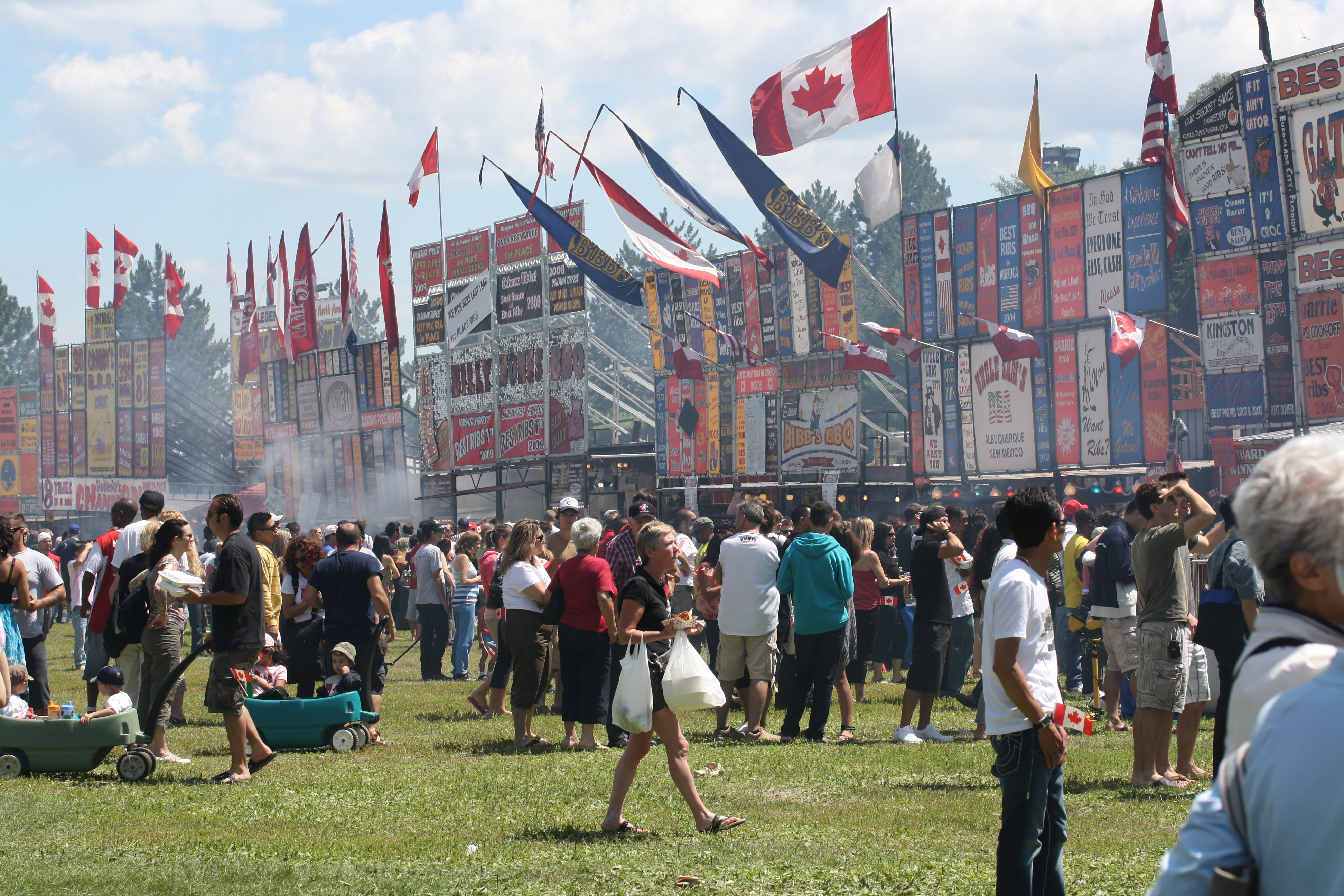
Відвідувачі на фестивалі Toronto Ribfest на День Канади у 2010 році

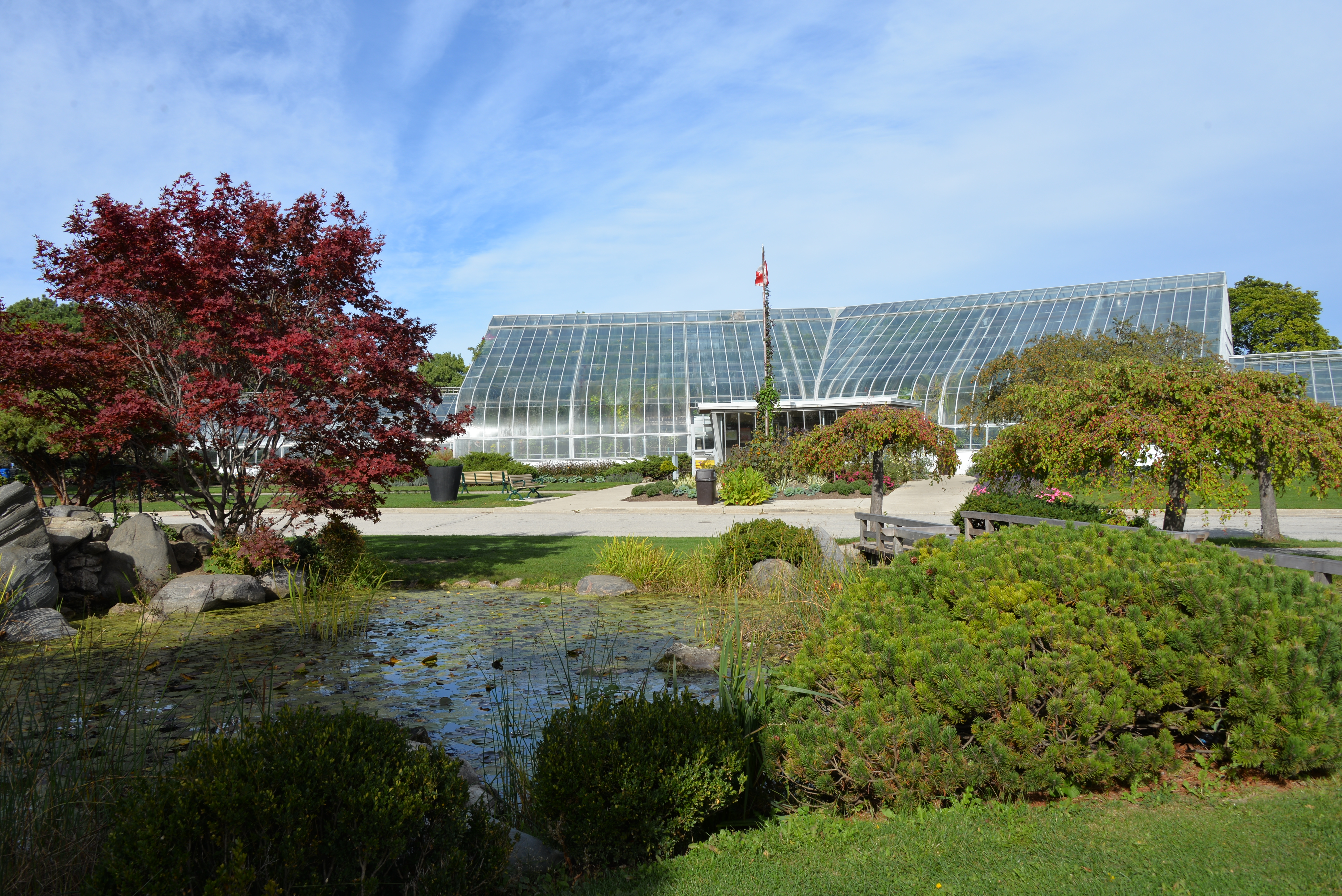
Вхід до оранжереї

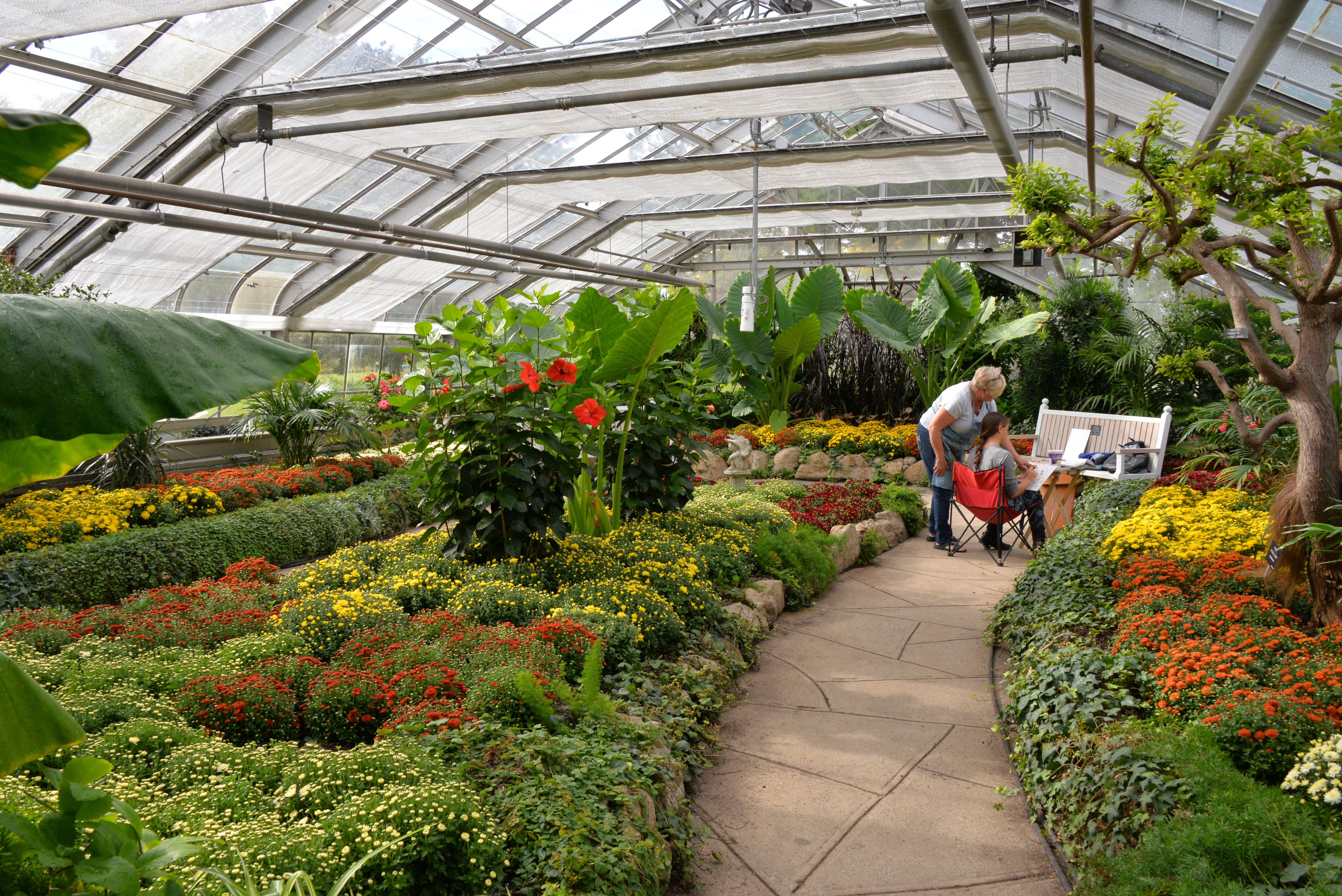
Оранжерея всередині

У парку доступні для використання, зокрема:
- Оранжерея в Сентенніал-Парку
- Etobicoke Olympium, великий спортивний центр, побудований у 1975 році.
- Пагорб був місцем міського сміттєзвалища, а південний кінець використовувався як перевантажувальна станція.
- Centennial Park Stadium, стадіон місткістю 3500 місць, який в основному використовується для легкої атлетики, футболу та інколи для кабадді.
- Centennial Park Arena
- У середині та наприкінці 1970-х років у парку Centennial Park була відкрита для їзди траса для мотокросу, на якій по неділях також проводилися мотогонки. Перегони проводила Канадська асоціація мотоциклетних перегонів MRAC Майка Остіна.
- 8-смуговий легкоатлетичний комплекс
- траса для картингу
- поле для гольфу 120 соток
- місця для пікніків
- 7 футбольних полів
- одне бейсбольне поле
- п'ять полів для софтболу
- Санний пагорб
- Splash Pad
- Обладнання для дитячих майданчиків
- Літаючі кола
- 2 крикетні поля
- Поле для диск-гольфу
- Атлетична доріжка (Kiwanis)
- 7 соток боліт/зволожених угідь
- Штучний ставок площею 11 акрів
- Centennial Park Pan Am BMX Center

## Використання українською громадою

Протягом років Сентенніал-Парк є місцем проведення святкувань з нагоди Дня Незалежності України у другій декаді серпня. Святкування включають спортивні змагання, чисиленні тенти для промоції діяльності громадських організацій, шкіл, фінансових установ та інших організацій української громади Торонто і прилеглих територій. На великій сцені відбувається цілоденний концерт, а увечірі влаштовується дискотека, переважно з живою музикою. Напочатку свята звичайно влаштовується невелике прийняття для політиків, дипломатів, представників дружніх громад, державних і громадських діячів, депутатів парламенту. Після цього проходить невеликий парад достойників, і потім урочиста частина з привітаннями і промовами політиків. Як правило, окрім місцевих колективів, на сцені виступають запрошені артисти з України. У 2017 році святкування відвідало понад 12 тис. гостей. 

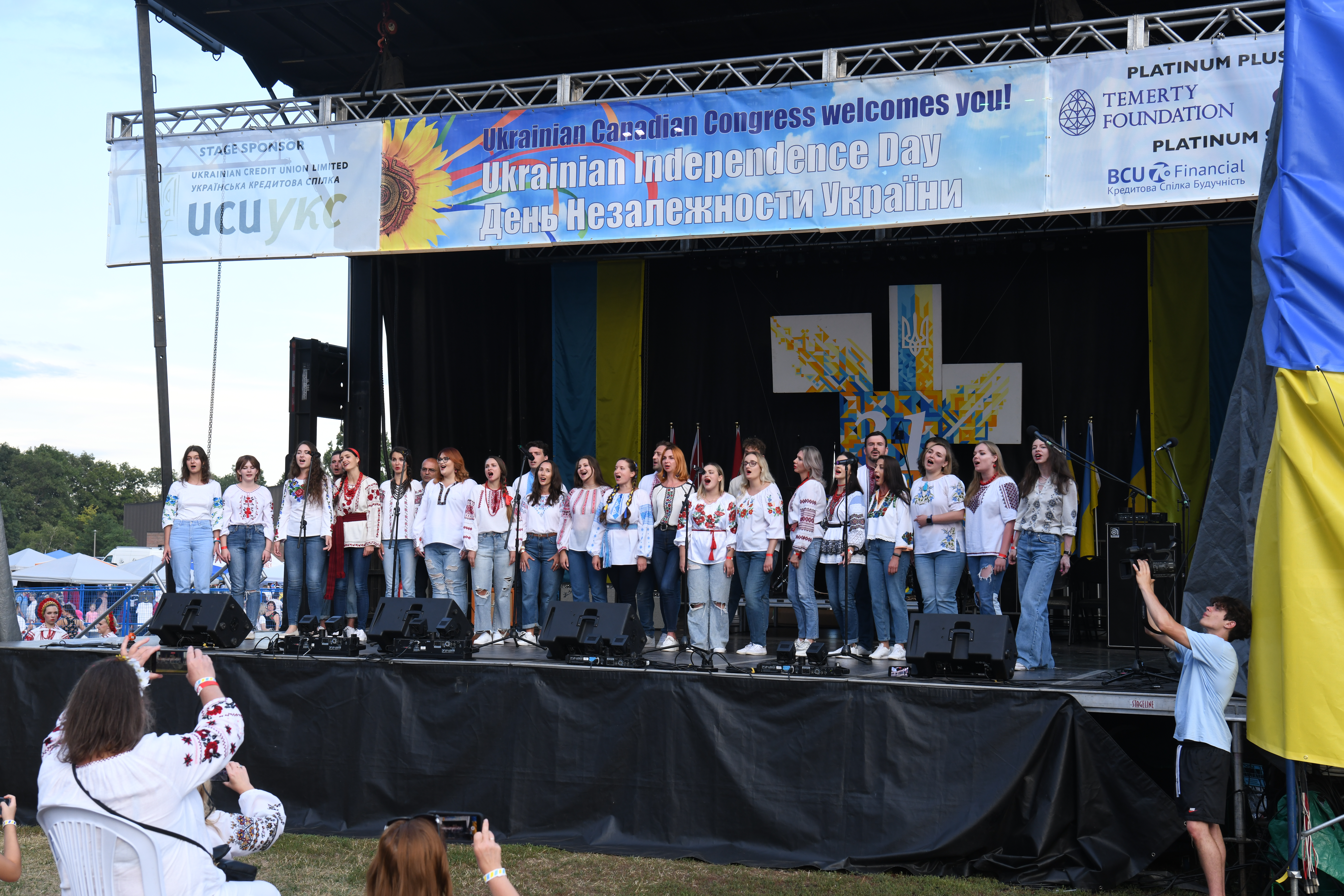
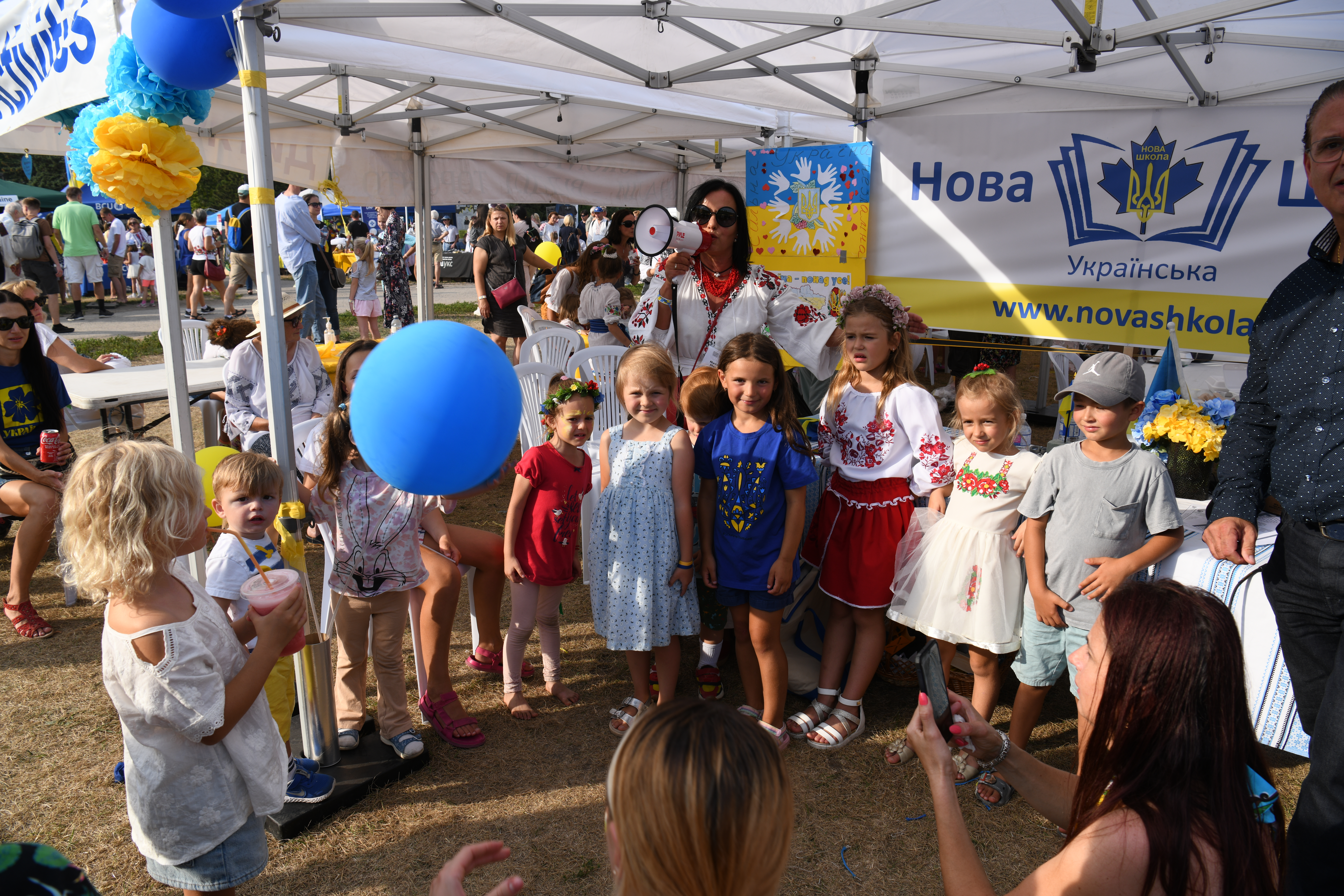
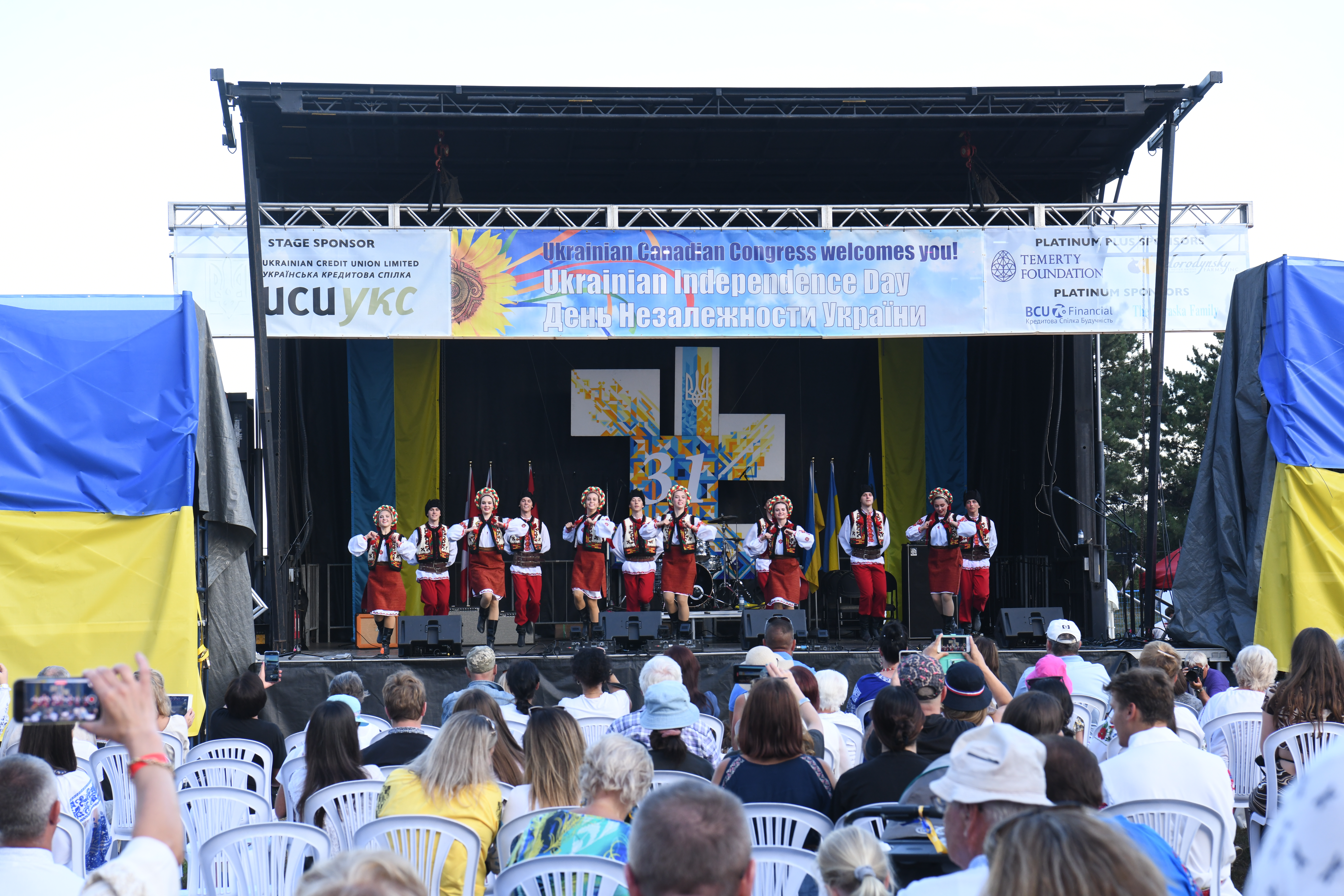
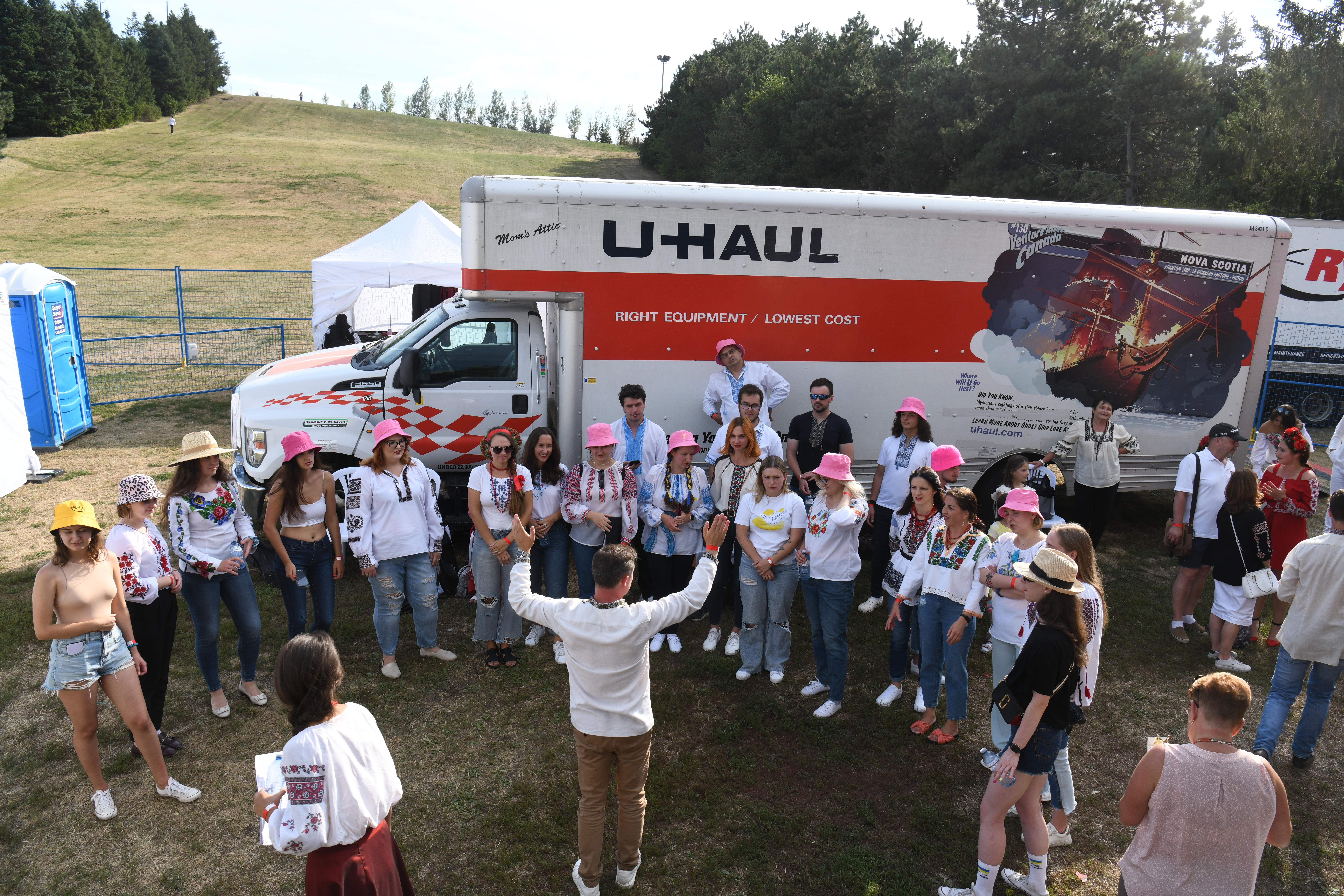
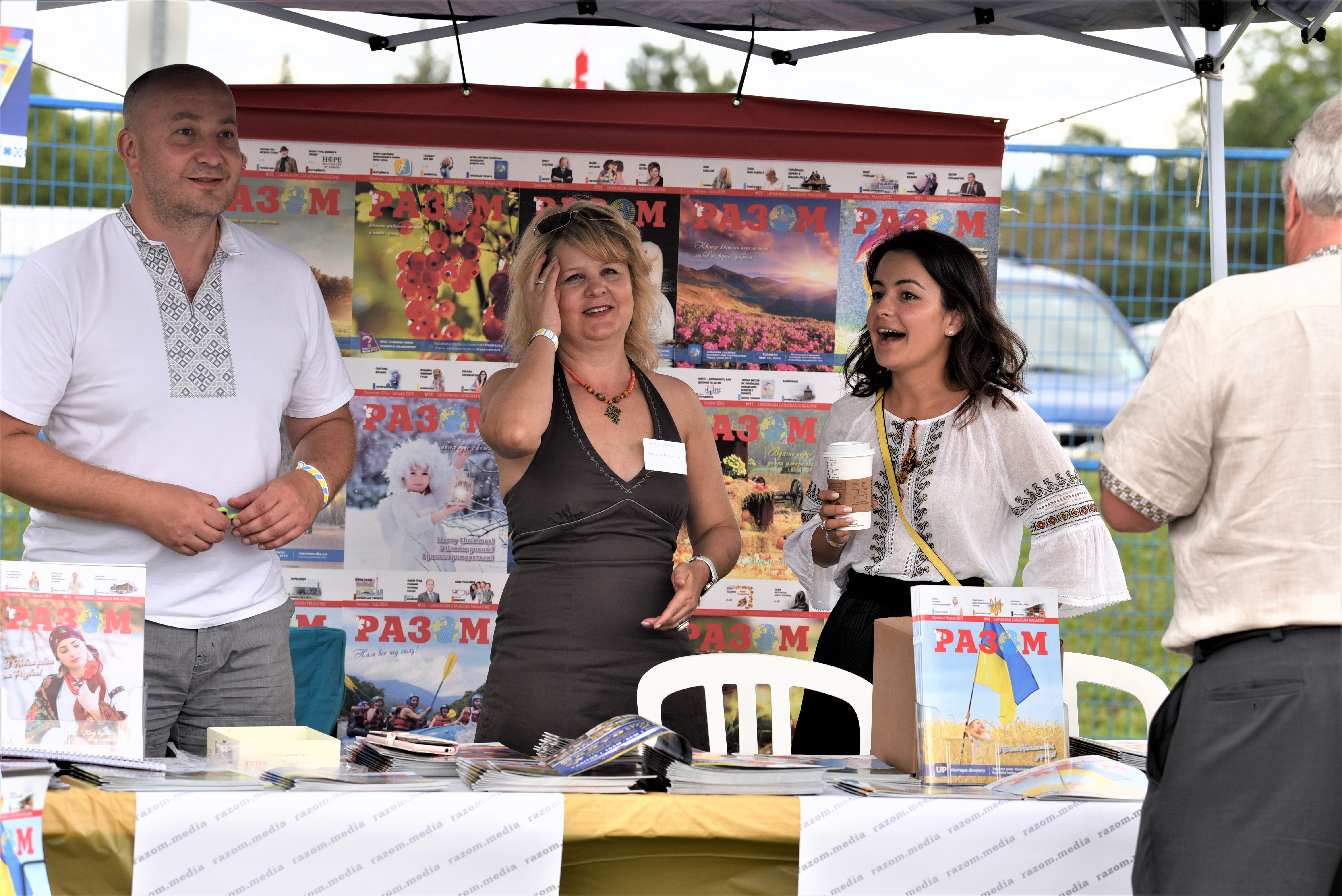

## Зовнішні посилання
- Водозбірний басейн Етобіко-Крік